# Tipula auriculata
Tipula auriculata är en tvåvingeart som beskrevs av Mannheims 1963. Tipula auriculata ingår i släktet Tipula och familjen storharkrankar. Inga underarter finns listade i Catalogue of Life.